# Deewana (película de 2013)
Deewana (bengalí:দিওয়ানা) es una película romántica bengalí dirigida por Rabi Kinagi, protagonizada por Jeet y Srabanti Chatterjee. Es una nueva versión de la película en tamil Deepavali de 2007, dirigida por Ezhil y protagonizada por Jayam Ravi y Bhavana.

## Reparto
- Jeet como Abhi
- Srabanti Chatterjee como Shruti Roy
- Bharat Kaul como Agnidev Roy
- Arun Bannerjee
- Biswajit Chakraborty como padre de Abhi
- Supriyo Datta como binu da
- Tulika Basu
- Mausum